# Гулянка (лодка)

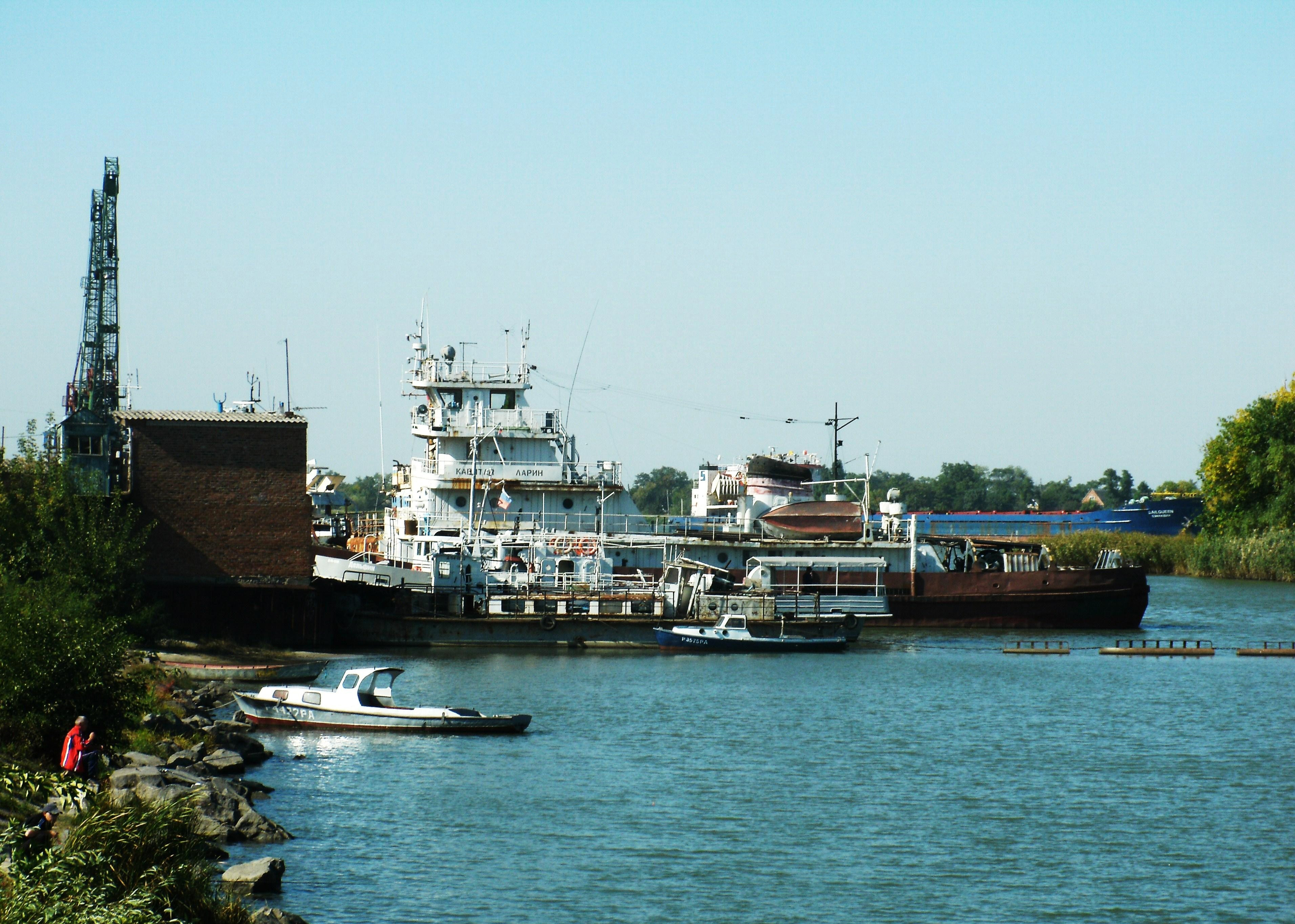
Азовский затон (Ростовская область), слева у берега стоит лодка типа «гулянка», другая пришвартована к буксиру.

Гуля́нка — тип лодки, использующийся в среднем и нижнем Поволжье и на Нижнем Дону

## История
Вероятно, название возникло в советский период, в первой половине XX века, для обозначения типа самодельных лодок больших размеров (как правило, 6—12 метров в длину и 2—3 метра в ширину), изготавливавшихся из дерева в прибрежных деревнях.
В 1970-х годах на Саратовском судоремонтном заводе был разработан отдельный проект подобного судна и на протяжении нескольких лет гулянки выполнялись заводом на заказ из металла. Лодки, изготовленные на заводе, отличались красотой и удобством, большой и светлой каютой, просторной палубой, исключительной прочностью, но имели существенную недоработку: мидель (широчайшая часть судна), был смещён ближе к носу, потому, при установке более тяжёлого и мощного двигателя, корма проседала и тащила за собой воду, существенно ограничивая ход. Из-за этого приходилось уделять особое внимание распределению веса при загрузке судна. По своим ходовым качествам и «грации» на воде, эти суда уступали некоторым деревянным, изготовленным высококвалифицированными мастерами из поволжских деревень. Также такие лодки выпускались в Азове, на судоремонтном заводе.
В настоящее время гулянки получают новую жизнь и популярность в Среднем и Нижнем Поволжье. Производство которых набирает новые обороты.

## Особенности конструкции
Гулянки изготовляются как из дерева, так и из металла. Классическая гулянка выполнялась из дерева. Киль, форштевень, ахтерштевень, шпангоуты (копоня) изготавливались из дуба, причём киль обивался снизу металлом толщиной 2-3 мм. Обшивка, состояла из специально отобранных досок хвойных смолистых пород толщиной 30 мм, и крепилась к остову медными или стальными гвоздями. Металлические суда имели сварную конструкцию, весь корпус выполнялся из холоднокатаной стали слабо подвергающейся коррозии. Довольно часто применялись нержавеющие стали. Толщина стальной обшивки в среднем 2,5 мм. Двигатель располагается в специальном закрывающемся отсеке (рундуке), в котором также, хранятся инструменты, запчасти и всё необходимое для технического обслуживания судна.
На гулянку обычно устанавливался простейший, надёжный и долговечный стационарный двигатель типа Л-6, Л12, используемый на генераторных установках, или автомобильный, встречались и дизельные типа 2-Ч, 4-Ч, или тракторный. Охлаждение осуществлялось забортной водой, поступающей в двигатель при помощи ловушки (самотёком), или при помощи помпы двигателя; вода выбрасывалась обратно в реку вместе с выхлопными газами через выхлопную трубу. Позади двигателя, на корме, располагается рулевой отсек, с возвышенности которого рулевой без труда мог обозревать акваторию при управлении судном. Часто место рулевого было в носовой части кокпита, где был установлен штурвал и пост дистанционного управления двигателем. В середине (на миделе), находится открытый пассажирский отсек (кокпит) с боковыми деревянными лавками на 8—10 посадочных мест. Каждая лодка обязательно укомплектовывалась багром и длинными деревянными вёслами с противовесом.
Большинство гулянок имеют каюты в носовом отсеке на 3—5 спальных мест. Однако, существует и бескаютный вариант, что значительно увеличивает количество посадочных мест в кокпите: такие лодки применяются для перевозки пассажиров.

### Преимущества
Гулянка способна принять на борт до нескольких тонн груза, является удобным типом судна для отдыха, рыбалки, охоты, путешествий, перевозки людей и грузов. Скорость такого судна составляет в среднем 12-15 км/ч.
При установке маломощного двигателя, например Л-6 (6 л. с.), средняя восьмиметровая гулянка, с хорошими обводами и грамотно подобранным винтом, передвигается по воде со скоростью 12 км/ч, с расходом топлива 12-15 литров за летний световой день, при почти постоянной работе двигателя. Невысокая конструкция судна избавляет его от излишней парусности и позволяет без труда двигаться на маломощном двигателе против сильного ветра в значительный шторм. К положительным качествам гулянки можно также отнести длинный по протяжённости свободный выбег (движение по инерции при выключенном двигателе), до нескольких сот метров на гладкой воде. Также, тяжёлое, объёмное судно уверенно справляется с большой встречной волной.
Следует особо отметить то, что некоторые удачно спроектированные средние суда такого типа способны преодолевать воду глубиной всего 15—20 см.
Аварии на подобных судах случаются крайне редко. Мощный форштевень и остов, обтянутый прочной обшивкой, позволяют многотонной лодке на полном ходу «втыкаться» в каменистый берег без всяких последствий.

### Недостатки
К отрицательным качествам можно отнести недостаточную остойчивость судна — «валкость» при перемещении экипажа по палубе и с борта на борт. Причиной тому являются овальные борта, резко расширяющиеся от ватерлинии к бархоуту (привальному брусу). Но такая конструкция и тяжёлый толстый киль не позволяют судну перевернуться даже при значительной перегрузке. Существенным «врагом» для гулянки является боковая волна, которая изрядно раскачивает судно, доставляя неприятные ощущения пассажирам.
Ещё одним недостатком конструкции является то, что каютные металлические лодки из-за недостатка площади не снабжены плавбаками и в случае серьёзной аварии (большой пробоины) уходят на дно. Однако в целях безопасности судно снабжается спасательными средствами (спасательные пояса, нагрудники, круги). На металлических лодках открытого типа (без кают) плавбак занимает значительную часть носового отсека и одновременно является палубой. Деревянные лодки не тонут сами по себе, но тоже имеют закрытый носовой отсек с палубой на уровне борта, сооружённый для жёсткости корпуса и применяемый для хранения вещей и перевозки лёгкого малогабаритного груза.

## Обслуживание
Срок службы добротно выполненной лодки, как деревянной, так и металлической, в пресных водах при надлежащем уходе составляет 35-50 лет
На протяжении сезона навигации гулянка не требует особого ухода и хранится на плаву, при глубине не менее одного-двух метров, на канатных растяжках или якорях. Осенью тяжёлое судно вытаскивают на берег на специальной тележке или волоком, при помощи трактора. В исключительных случаях особо прочные большие металлические лодки оставляют на воде в зиму, соорудив вокруг бревенчатый пояс, чтобы защитить их от раздавливания льдом. Весной, перед спуском на воду, необходимо провести профилактические работы (обдирку и покраску днища, ревизию механизмов и т. п.). Обычно, деревянные суда требуют более тщательной и долговременной подготовки к спуску на воду.